# نايتسبريج (محطة مترو أنفاق لندن)
نايتسبريج (بالإنجليزية: Knightsbridge)‏ هي إحدى محطات مترو أنفاق لندن. تقع على خط بيكاديلي أفتتحت في المنطقة (Zone) رقم 1 أفتتحت في 15 ديسمبر 1906.

## معرض صور

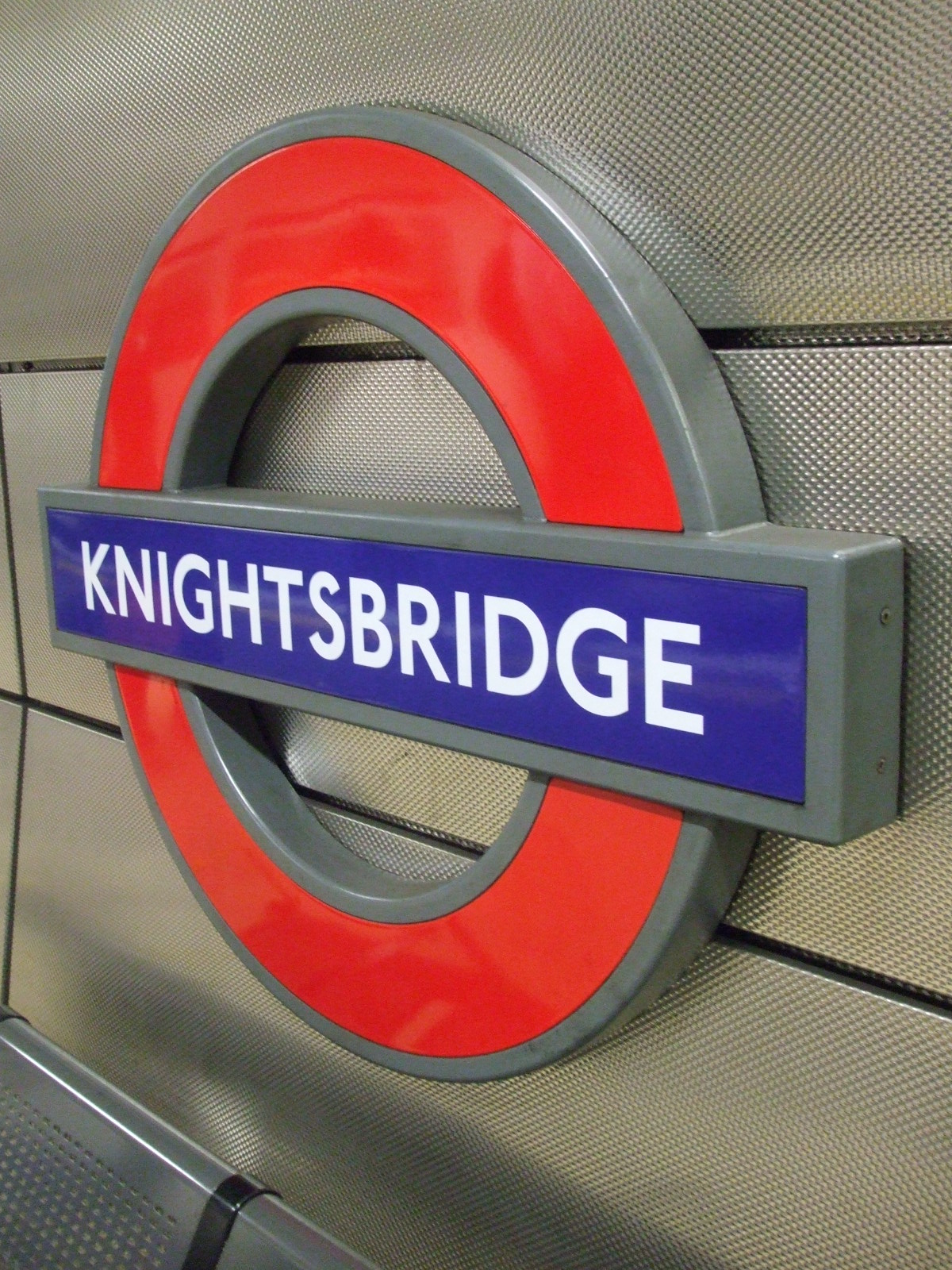
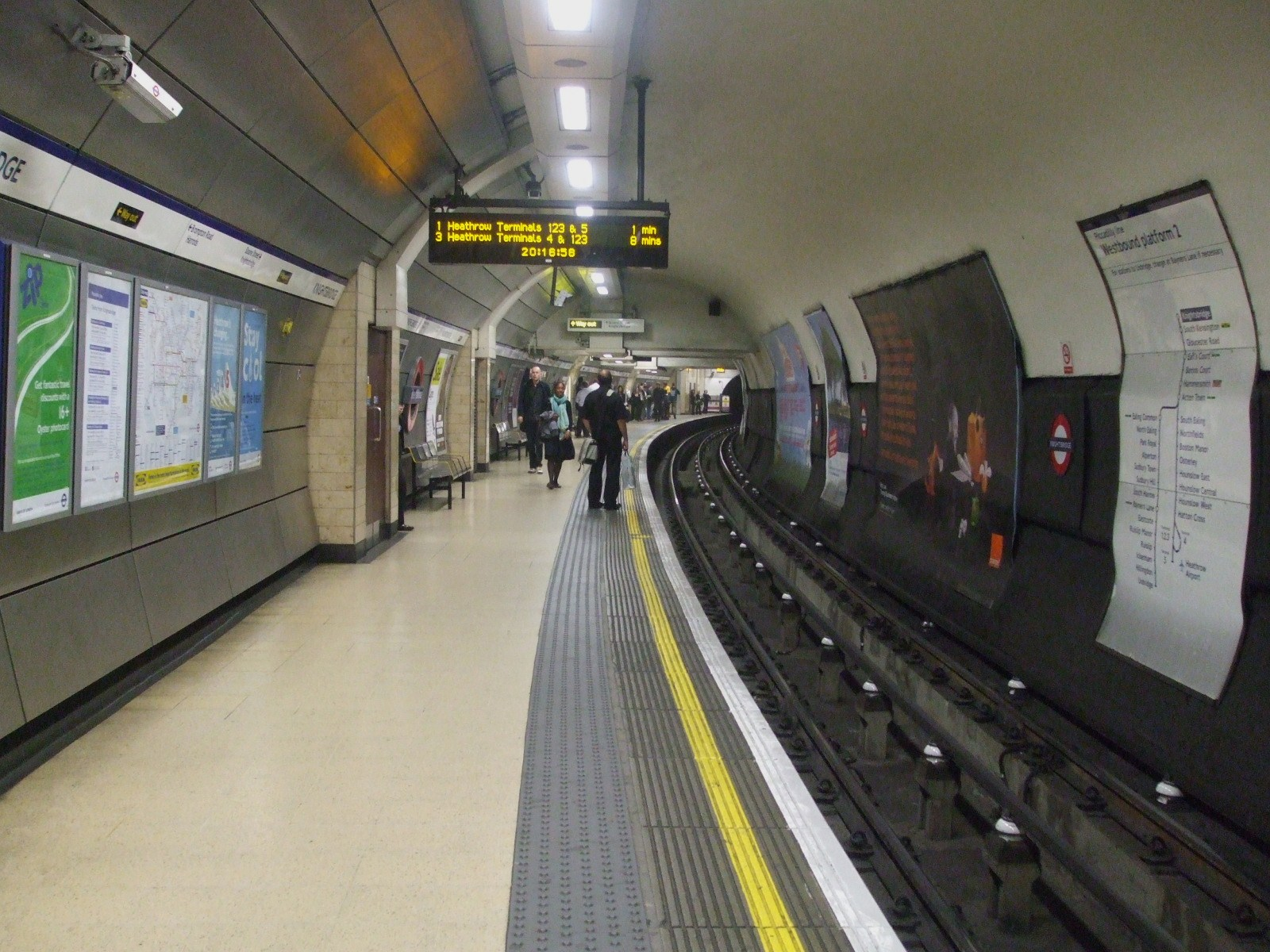
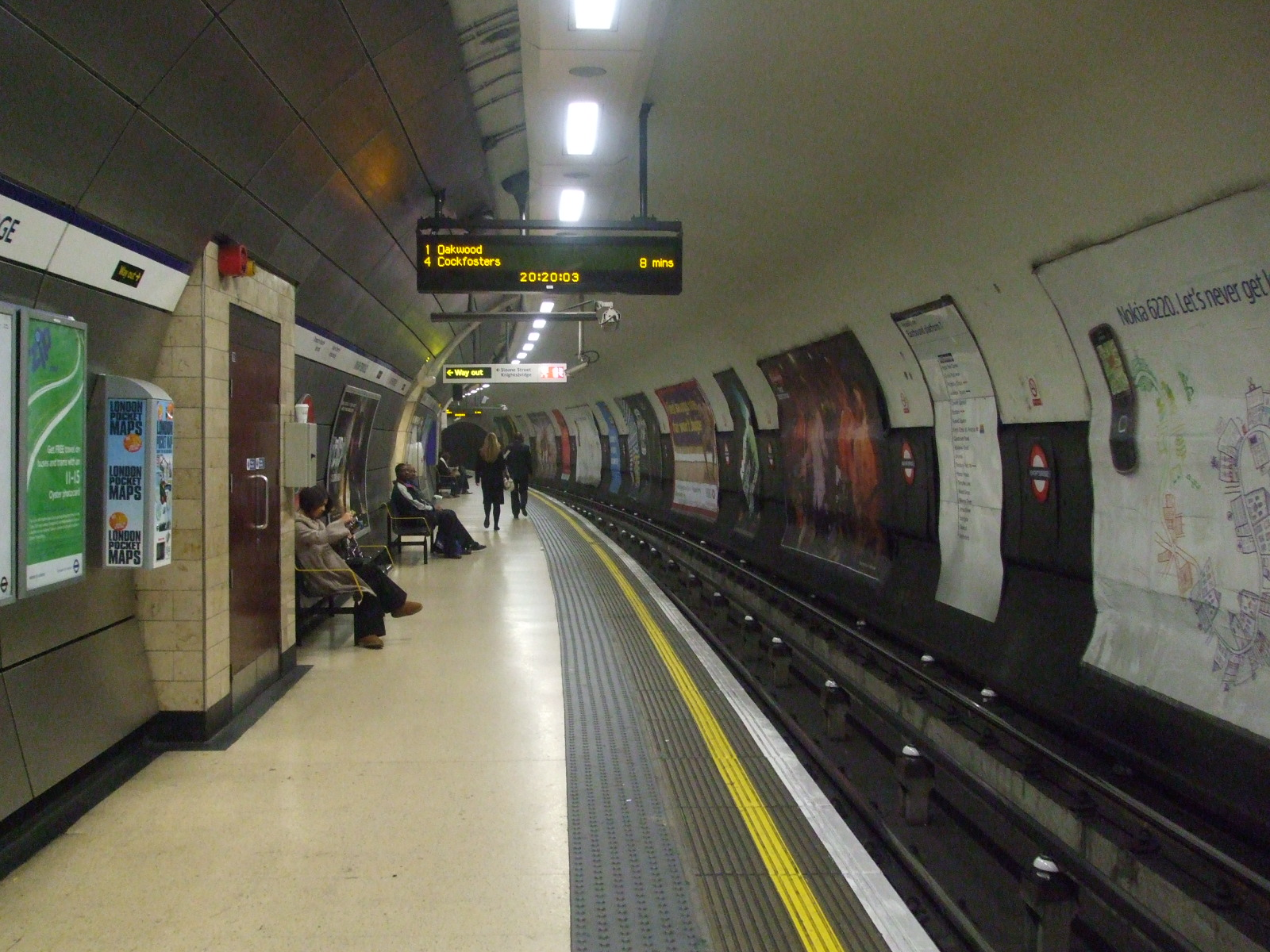